# Brigitte Fassbaender
Brigitte Fassbaender (ur. 3 lipca 1939 w Berlinie) – niemiecka śpiewaczka operowa, mezzosopran.

## Życiorys
Córka śpiewaka operowego Williego Domgrafa-Fassbaendera i aktorki filmowej Sabine Peters. Śpiewu uczyła się od ojca w szkole muzycznej w Norymberdze (1952–1961). Zadebiutowała na scenie w 1961 roku rolą Nicklausse w Opowieściach Hoffmana Jacques’a Offenbacha w monachijskiej Bayerische Staatsoper i odtąd była przez wiele lat czołową śpiewaczką tego teatru operowego. W 1970 roku otrzymała tytuł Kammersängerin. Od 1965 roku występowała także w Deutsche Oper am Rhein w Düsseldorfie. Śpiewała na czołowych scenach operowych świata, m.in. w Covent Garden Theatre w Londynie, Operze Paryskiej i mediolańskiej La Scali, a także przez wiele lat na festiwalu w Salzburgu. W 1974 rolą Oktawiana w Kawalerze srebrnej róży debiutowała w nowojorskiej Metropolitan Opera. Była cenioną wykonawczynią partii w operach W.A. Mozarta i Richarda Straussa, wykonywała także role w dziełach Ch.W. Glucka. Ze względu na smukłą sylwetkę specjalizowała się szczególnie w wykonawstwie ról spodenkowych. Do jej popisowych kreacji należały Oktawian w Kawalerze srebrnej róży oraz Orlofsky w Zemście nietoperza.
W 1995 roku zakończyła karierę sceniczną. W 1999 roku objęła posadę intendenta opery w Innsbrucku.

## Odznaczenia
- 1995 – Order Maksymiliana[4]
- 2010 – order Pour le Mérite[5]
- 2011 – kawaler Legii Honorowej[6]
- 2012 – Wielki Krzyż Zasługi z Gwiazdą Republiki Federalnej Niemiec[7]